# Tira (Sprache)
Tira, auch Tiro oder Thiro genannt, ist eine kordofanische Sprache, die in Kordofan im Sudan gesprochen wird.
Sie zählt zur Gruppe der Heiban-Sprachen innerhalb der Niger-Kongo-Sprachfamilie.
Da die Sprecher einem starken islamisch-arabischen Assimilationsdruck seitens der Sudanaraber ausgesetzt wurden, ist die Sprecherzahl der Sprache stark rückläufig: Die Sprecher gehen immer mehr dazu über, die arabische Hochsprache als Muttersprache zu übernehmen und so auch ihren Kindern beizubringen.